# Atletiekclub Sparta Bornem
Atletiekclub Sparta Bornem (SPBO) is een Belgische atletiekclub uit Bornem te Antwerpen (provincie). De club is gevestigd op de openbare piste van Bornem in het sport- en recreatiecentrum Breeven. Sparta Bornem is aangesloten bij de VAL.

## Geschiedenis
Op 4 april 1976 wordt Sparta Bornem opgericht. De stichting gebeurt eerder toevallig, omdat alle oprichters aangesloten zijn bij een andere club. Het is graaf Jean de Marnix de Sint-Aldegonde die enkele atleten aanspreekt, die in zijn dreef aan het trainen zijn en vraagt hen of ze niet geïnteresseerd zijn om in Bornem een atletiekclub op te richten. De 25-jarige Wim Meyers, zijn schoonvader Philip Peeters, (beiden aangesloten bij Atletiekclub Boom (WIBO) ) en Edmond (Mon) Van Ranst, die lid is van Beerschot Atletiek (het huidige BVAC) zien wel iets in het voorstel van de graaf om dichter bij huis te kunnen lopen. Ook het gemeentebestuur reageert positief. Toenmalig schepen van sport Karel Maerevoet en Alfons Walschap, die de eerste voorzitter wordt, engageren zich volledig voor de nieuwe vereniging. Zodoende ziet de club het levenslicht.
De start loopt niet van een leien dakje omdat er nog geen atletiekpiste aanwezig is. De atleten, vrijwel onmiddellijk met een mooi aantal van 50, moeten het doen met de Kasteeldreef, domein d' Ursel gelegen in deelgemeente Hingene en het terrein van voetbalclub Klein-Brabant dat gelegen is in hartje Bornem. Materiaal was nog niet aanwezig en zodoende wordt in het begin vrijwel alleen rekening gehouden met de langeafstandslopers. Een kamptrainer is er nog niet en de weinige spurters die er zijn trainen meestal samen met de anderen in de dreef waar ze regelmatig wat tempolopen kunnen doen.

## Wedstrijden
Sinds 1977 organiseert Sparta Bornem een jaarlijkse cross. Hier hebben al 32 edities van plaatsgevonden, maar is onder meer in 2021 en 2022 afgelast vanwege COVID-19. Op 29 juli 2011 vindt de eerste Memorial Jos Muyshondt plaats ter ere van Jos Muyshondt (materiaalmeester die en bestuurslid dat zich jarenlang inzette voor de club), die tot op heden nog wordt georganiseerd.

## Gerenommeerde (ex-)atleten

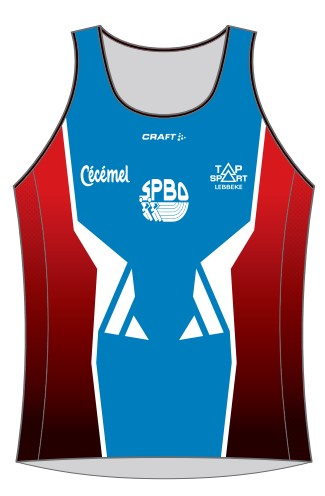
Gedetailleerd clubtenue

- Ria Van Landeghem
- Audrey Rochtus
- Jana Van Lent